# Ronald Alfred Silow
Ronald Alfred Silow (21 de febrero de 1908 - 2 de julio de 1990) fue un genetista, taxónomo y botánico inglés.

## Biografía
Fue educado en la escuela de Latymer en Londres. Ganó la primera clase con honores en Botánica Agrícola, y luego pasó a hacer su M.Sc. en Gales, y luego ganó su DSc en genética. Fue genetista en la Estación de Investigación de Algodón de la Corporación Empire Cotton Growing, en Trinidad, Indias Occidentales, y profesor visitante en Genética Vegetal de la Universidad de Virginia en EE. UU. También fue investigador agrícola oficial del Consejo de la Universidad de Cambridge y director de Ciencia para el Consejo Británico en China.
Más tarde trabajó como Oficial Técnico de la Rama de la División Industrial de Plantas, de la Organización para la Agricultura y la Alimentación de las Naciones Unidas, en Roma.
De 1955 a 1963, fue Jefe de la Subdivisión de Energía Atómica, de la FAO. Allí inició y desarrolló actividades sobre la Utilización de la energía atómica en la agricultura y la alimentación.
En 1964, fue nombrado Primer Director Adjunto de la División Mixta para la Energía Atómica en la Agricultura, establecido por la Agencia Atómica Internacional y la Organización de las Naciones Unidas para la Agricultura y la Alimentación. Así, hizo campaña para el control internacional más eficaz contra la guerra química y biológica.

## Algunas publicaciones
- 1954. con Robert Williams Jugenheimer. Résultats des essais coopératifs sur le mai͏̈s hybride en Europe et dans le bassin méditerranéen, 1951: Rapport préparé par R.W. Jugenheimer et R.A. Silow,... Division de l'Agriculture Collection FAO : Progrès 	147 p.

- La abreviatura «Silow» se emplea para indicar a Ronald Alfred Silow como autoridad en la descripción y clasificación científica de los vegetales.[4]